# Campionato mondiale di hockey su ghiaccio femminile Under-18 2014
Il 7º Campionato mondiale di hockey su ghiaccio femminile U-18 è stato assegnato dall'International Ice Hockey Federation all'Ungheria, che lo ha ospitato nella capitale Budapest nella settimana tra il 23 e il 30 marzo 2014. Per la prima volta l'Ungheria ha organizzato un evento mondiale di hockey su ghiaccio di Gruppo A. Gli incontri si sono disputati in due diversi impianti della città magiara. Nella finale il Canada si è aggiudicato per la quarta volta il titolo sconfiggendo gli Stati Uniti con il punteggio di 5-1. Al terzo posto invece è giunta la Rep. Ceca, che ha avuto la meglio sulla Russia per 1-0.

## Campionato di gruppo A

### Partecipanti
Al torneo prendono parte 8 squadre:
| 5 dall'Europa     | Finlandia | Rep. Ceca   |
| 5 dall'Europa     | Russia    | Svezia      |
| 5 dall'Europa     | Ungheria  |             |
| 2 dal Nordamerica | Canada    | Stati Uniti |
| 1 dall'Asia       | Giappone  |             |

### Gironi preliminari
Le otto squadre partecipanti sono state divise in due gironi da 4 cinque squadre ciascuno: le compagini che si classificano al primo posto nel rispettivo girone si qualificano direttamente alle semifinali. La seconda e la terza classifica di ciascun raggruppamento disputano invece i quarti di finale. L'ultima classificata di ogni raggruppamento infine disputa uno spareggio al meglio delle tre gare in cui la perdente viene retrocessa in Prima Divisione.

#### Girone A
| Budapest 23 marzo 2014, ore 14:00 UTC+1 | Rep. Ceca      | 3 – 3 (d.t.s.) (2-2; 1-0; 0-1; 0-0) referto | Finlandia | Icecenter Rink 2 (125 spett.) |
| Shootout 1 – 0                          |                |                                             |           |                               |
|                                         |                |                                             |           |                               |
|                                         | Shootout 1 – 0 |                                             |           |                               |

| Budapest 23 marzo 2014, ore 18:00 UTC+1 | Canada | 7 – 1 (3-1; 2-0; 2-0) referto | Giappone | Icecenter Rink 1 (245 spett.) |

| Budapest 24 marzo 2014, ore 14:00 UTC+1 | Rep. Ceca | 3 – 1 (2-1; 1-0; 0-0) referto | Giappone | Icecenter Rink 2 (96 spett.) |

| Budapest 24 marzo 2014, ore 15:00 UTC+1 | Finlandia | 0 – 7 (0-2; 0-5; 0-0) referto | Canada | Icecenter Rink 1 (115 spett.) |

| Budapest 26 marzo 2014, ore 14:00 UTC+1 | Giappone | 2 – 4 (0-1; 0-1; 2-2) referto | Finlandia | Icecenter Rink 2 (132 spett.) |

| Budapest 26 marzo 2014, ore 15:00 UTC+1 | Canada | 5 – 0 (0-0; 2-0; 3-0) referto | Rep. Ceca | Icecenter Rink 1 (202 spett.) |

| Pos. |           | PG | V | VOT | POT | P | GF | GS | DR  | Pt | Accede a         |
| 1.   | Canada    | 3  | 2 | 0   | 0   | 0 | 19 | 1  | +18 | 9  | Semifinali       |
| 2.   | Rep. Ceca | 3  | 1 | 1   | 0   | 1 | 7  | 9  | -2  | 5  | Quarti di finale |
| 3.   | Finlandia | 3  | 1 | 0   | 1   | 1 | 7  | 13 | -6  | 4  | Quarti di finale |
| 4.   | Giappone  | 3  | 0 | 0   | 0   | 3 | 4  | 14 | -10 | 0  | Spareggio        |

#### Girone B
| Budapest 23 marzo 2014, ore 14:30 UTC+1 | Svezia | 5 – 1 (1-0; 2-0; 2-1) referto | Ungheria | Icecenter Rink 1 (1.620 spett.) |

| Budapest 23 marzo 2014, ore 17:30 UTC+1 | Stati Uniti | 6 – 1 (2-0; 3-0; 1-1) referto | Russia | Icecenter Rink 2 (146 spett.) |

| Budapest 24 marzo 2014, ore 17:30 UTC+1 | Svezia | 1 – 5 (1-1; 0-2; 0-2) referto | Russia | Icecenter Rink 2 (149 spett.) |

| Budapest 24 marzo 2014, ore 18:30 UTC+1 | Ungheria | 0 – 7 (0-3; 0-2; 0-2) referto | Stati Uniti | Icecenter Rink 1 (1.115 spett.) |

| Budapest 26 marzo 2014, ore 17:30 UTC+1 | Stati Uniti | 7 – 0 (1-0; 4-0; 2-0) referto | Svezia | Icecenter Rink 2 (142 spett.) |

| Budapest 26 marzo 2014, ore 18:30 UTC+1 | Russia | 3 – 1 (1-1; 2-0; 0-0) referto | Ungheria | Icecenter Rink 1 (1.645 spett.) |

| Pos. |             | PG | V | VOT | POT | P | GF | GS | DR  | Pt | Accede a         |
| 1.   | Stati Uniti | 3  | 3 | 0   | 0   | 0 | 20 | 1  | +19 | 9  | Semifinali       |
| 2.   | Russia      | 3  | 2 | 0   | 0   | 1 | 9  | 8  | +1  | 6  | Quarti di finale |
| 3.   | Svezia      | 3  | 1 | 0   | 0   | 2 | 6  | 13 | -7  | 3  | Quarti di finale |
| 4.   | Ungheria    | 3  | 0 | 0   | 0   | 3 | 2  | 15 | -13 | 0  | Spareggio        |

### Spareggio per non retrocedere
Le ultime due classificate di ogni raggruppamento si sfidano al meglio delle tre gare. La perdente dello spareggio viene retrocessa in Prima Divisione.
| Budapest 27 marzo 2014, ore 18:30 UTC+1 | Giappone | 4 – 3 (1-0; 3-2; 0-1) referto | Ungheria | Icecenter Rink 2 (620 spett.) |

| Budapest 29 marzo 2014, ore 14:00 UTC+1 | Ungheria | 0 – 6 (0-1; 0-1; 0-4) referto | Giappone | Icecenter Rink 2 (850 spett.) |

### Fase ad eliminazione diretta
|  | Quarti di finale | Quarti di finale | Quarti di finale |  |  | Semifinali | Semifinali  | Semifinali |  |  | Finali          | Finali          | Finali          |
|  |                  |                  |                  |  |  |            |             |            |  |  |                 |                 |                 |
|  |                  |                  |                  |  |  | A1         | Canada      | 1          |  |  |                 |                 |                 |
|  | B2               | Russia           | 3                |  |  | B2         | Russia      | 0          |  |  |                 |                 |                 |
|  | A3               | Finlandia        | 1                |  |  |            |             |            |  |  | A1              | Canada          | 5               |
|  |                  |                  |                  |  |  |            |             |            |  |  | B1              | Stati Uniti     | 1               |
|  |                  |                  |                  |  |  | B1         | Stati Uniti | 3          |  |  |                 |                 |                 |
|  | A2               | Rep. Ceca        | 3                |  |  | A2         | Rep. Ceca   | 1          |  |  | Finale 3° posto | Finale 3° posto | Finale 3° posto |
|  | B3               | Svezia           | 0                |  |  |            |             |            |  |  | B2              | Russia          | 0               |
|  |                  |                  |                  |  |  |            |             |            |  |  | A2              | Rep. Ceca       | 1               |

#### Quarti di finale
| Budapest 27 marzo 2014, ore 15:00 UTC+1 | Russia | 3 – 1 (0-1; 1-0; 2-0) referto | Finlandia | Icecenter Rink 1 (120 spett.) |

| Budapest 27 marzo 2014, ore 18:30 UTC+1 | Rep. Ceca | 3 – 0 (2-0; 0-0; 1-0) referto | Svezia | Icecenter Rink 1 (129 spett.) |

#### Semifinali
| Budapest 29 marzo 2014, ore 14:00 UTC+1 | Canada | 1 – 0 (d.t.s.) (0-0; 0-0; 0-0) referto | Russia | Icecenter Rink 1 (150 spett.) |

| Budapest 29 marzo 2014, ore 18:30 UTC+1 | Stati Uniti | 3 – 1 (1-0; 0-1; 2-0) referto | Rep. Ceca | Icecenter Rink 1 (225 spett.) |

#### Finale per il 5º posto
| Budapest 29 marzo 2014, ore 17:30 UTC+1 | Svezia | 2 – 3 (d.t.s.) (0-0; 1-1; 1-1) referto | Finlandia | Icecenter Rink 2 (122 spett.) |

#### Finale per il 3º posto
| Budapest 30 marzo 2014, ore 15:00 UTC+1 | Russia | 0 – 1 (0-0; 0-1; 0-0) referto | Rep. Ceca | Icecenter Rink 1 (200 spett.) |

#### Finale
| Budapest 30 marzo 2014, ore 18:30 UTC+1 | Stati Uniti | 1 – 5 (0-0; 0-3; 1-2) referto | Canada | Icecenter Rink 1 (940 spett.) |

### Classifica marcatrici
| Giocatrice        | PG | G | A | Pt | +/- | MP |
| ----------------- | -- | - | - | -- | --- | -- |
| Sarah Potomak     | 5  | 5 | 4 | 9  | +7  | 0  |
| Taylar Cianfarano | 5  | 6 | 2 | 8  | +8  | 0  |
| Rui Ukita         | 5  | 5 | 2 | 7  | +2  | 2  |
| Victoria Bach     | 5  | 4 | 3 | 7  | +7  | 0  |
| Emma Nuutinen     | 5  | 3 | 4 | 7  | -1  | 2  |
| Lauren Wildfang   | 5  | 3 | 4 | 7  | +7  | 4  |
| Haruka Toko       | 5  | 1 | 6 | 7  | +3  | 2  |
| Eve-Audrey Picard | 5  | 5 | 1 | 6  | +8  | 4  |
| Alexandria Laing  | 5  | 3 | 3 | 6  | +8  | 0  |
| Chisato Miyazaki  | 5  | 2 | 4 | 6  | +3  | 0  |

### Classifica portieri
| Giocatrice       | Min    | TC  | GS | SO | MGS  | Sv%   |
| ---------------- | ------ | --- | -- | -- | ---- | ----- |
| Shea Tiley       | 183:09 | 73  | 3  | 1  | 0.33 | 98.63 |
| Nadežda Morozova | 224:02 | 106 | 1  | 2  | 1.07 | 96.23 |
| Klara Peslarova  | 345:00 | 183 | 9  | 2  | 1.57 | 95.08 |
| Sarah Berglind   | 179:33 | 122 | 8  | 0  | 2.67 | 93.44 |
| Ayu Tonosaki     | 199:11 | 133 | 9  | 1  | 2.71 | 93.23 |

### Classifica finale
| Pos | Squadra     |
| --- | ----------- |
| 1   | Canada      |
| 2   | Stati Uniti |
| 3   | Rep. Ceca   |
| 4   | Russia      |
| 5   | Finlandia   |
| 6   | Svezia      |
| 7   | Giappone    |
| 8   | Ungheria    |

| Promossa nel Gruppo A:         | Svizzera |
| Retrocessa in Prima divisione: | Ungheria |

#### Riconoscimenti
Riconoscimenti individuali
| Premio             | Giocatrice        |
| ------------------ | ----------------- |
| Miglior portiere   | Klara Peslarova   |
| Miglior difensore  | Jincy Dunne       |
| Miglior attaccante | Taylar Cianfarano |

## Prima Divisione
Il Campionato di Prima Divisione si è svolto in un unico girone all'italiana a Füssen, in Germania, fra il 29 marzo e il 4 aprile 2014. Il torneo di qualificazione alla Prima Divisione si è svolto in un unico girone all'italiana a Krynica-Zdrój, in Polonia, fra il 18 e il 23 marzo 2014.

### Prima Divisione - Gruppo A
| Pos. |             | PG | V | VOT | POT | P | GF | GS | DR  | Pt |
| 1.   | Svizzera    | 5  | 4 | 0   | 1   | 0 | 19 | 4  | +15 | 13 |
| 2.   | Francia     | 5  | 3 | 1   | 0   | 1 | 16 | 10 | +6  | 11 |
| 3.   | Germania    | 5  | 3 | 1   | 0   | 1 | 20 | 8  | +12 | 11 |
| 4.   | Norvegia    | 5  | 2 | 0   | 0   | 3 | 11 | 14 | -3  | 6  |
| 5.   | Slovacchia  | 5  | 1 | 0   | 1   | 3 | 7  | 10 | -3  | 4  |
| 6.   | Regno Unito | 5  | 0 | 0   | 0   | 5 | 4  | 31 | -27 | 0  |

| Promossa nel Gruppo A:                   | Svizzera    |
| Retrocessa nel Gruppo di qualificazione: | Regno Unito |

### Qualificazione alla Prima Divisione
| Pos. |            | PG | V | VOT | POT | P | GF | GS | DR  | Pt |
| 1.   | Austria    | 4  | 4 | 0   | 0   | 0 | 21 | 3  | +18 | 12 |
| 2.   | Cina       | 4  | 2 | 1   | 0   | 1 | 13 | 8  | +5  | 8  |
| 3.   | Kazakistan | 4  | 1 | 1   | 0   | 2 | 11 | 15 | -4  | 5  |
| 4.   | Italia     | 4  | 0 | 1   | 1   | 2 | 5  | 12 | -7  | 3  |
| 5.   | Polonia    | 4  | 0 | 0   | 2   | 2 | 5  | 17 | -12 | 2  |

| Promossa in Prima Divisione - Gruppo A: | Austria |